# 2012-es labdarúgó-Európa-bajnokság
A 2012-es labdarúgó-Európa-bajnokságot Lengyelország és Ukrajna közösen rendezte meg 2012. június 8. és július 1. között. Lengyelországban Varsó, Gdańsk, Poznań, Wrocław, Ukrajnában Kijev, Harkiv, Doneck és Lviv városa rendezett mérkőzéseket. Ukrajna válogatottja először vett részt Európa-bajnokságon, és ez volt az Európa-bajnokságok történetének 14. tornája.
Spanyolország volt a címvédő. A selejtezőkön 51 ország válogatottja vett részt, innen 14 csapat jutott ki az Eb-re. A döntőben csatlakozott a két rendező ország, így összesen 16 csapat vett részt a végső küzdelemben.
Az Eb-t a címvédő Spanyolország nyerte, története során harmadszor. Spanyolország lett az első csapat, amely egymás után kétszer nyert Eb-t. A spanyol válogatott lett az első európai csapat, amely egymás után három világtornát nyert, mivel a 2008-as Eb-győzelem és a 2010-es vb-győzelem után nyerték meg a 2012-es Eb-t is. A spanyol csapat lett az első, amely Eb-döntőben négy gólt szerzett és négy góllal nyert.
A torna gólkirálya a spanyol Fernando Torres lett, aki öt másik játékossal együtt 3 gólt szerzett, azonban az egy gólpassz, majd a kevesebb játszott perc alapján nyerte el ezt a címet.

## Pályázatok
A 2012-es labdarúgó Európa-bajnokság rendezési jogára tíz ország jelentkezett. Horvátország és Magyarország (együtt), Lengyelország és Ukrajna (együtt), Oroszország, Görögország, Olaszország, Törökország, Románia és általános meglepetésre Azerbajdzsán. Végül az UEFA-hoz csak hét pályázat került. Oroszország, Románia és Azerbajdzsán kiszállt a versenyből.
2005. november 8-án az UEFA (Európai Labdarúgó-szövetség) jóváhagyó bizottsága háromra szűkítette a pályázatok számát.
| Pályázat                     | Szavazat    |
| ---------------------------- | ----------- |
| Olaszország                  | 11 szavazat |
| Horvátország és Magyarország | 09 szavazat |
| Lengyelország és Ukrajna     | 07 szavazat |

Olaszország eddig kétszer, 1968-ban és 1980-ban rendezhetett Európa-bajnokságot, és ugyancsak kétszer labdarúgó-világbajnokságot.
A többi pályázó még nem rendezett labdarúgó-tornát, illetve a jugoszláviai 1976-os labdarúgó-Európa-bajnokságon két mérkőzést a későbbi Horvátország fővárosában, Zágrábban rendeztek.
Az UEFA a győztest Cardiffban, 2007. április 18-án, magyar idő szerint 12 óra előtt hirdette ki, a döntés szerint Lengyelország és Ukrajna közösen rendezheti az Európa-bajnokságot.
| Pályázat                     | Szavazat   |
| ---------------------------- | ---------- |
| Lengyelország és Ukrajna     | 8 szavazat |
| Olaszország                  | 4 szavazat |
| Horvátország és Magyarország | 0 szavazat |

## Helyszínek
Lengyelország és Ukrajna 4–4 városa adott otthont a mérkőzéseknek. A nyitómérkőzést Varsóban, a döntőt Kijevben rendezték.
| Varsó                                                            | Poznań                                           | Wrocław                         | Gdańsk                              |
| ---------------------------------------------------------------- | ------------------------------------------------ | ------------------------------- | ----------------------------------- |
| Nemzeti Stadion Férőhely: 58 580                                 | Városi Stadion Férőhely: 43 300                  | Városi Stadion Férőhely: 44 416 | PGE Arena Gdańsk Férőhely: 43 615   |
|                                                                  |                                                  |                                 |                                     |
| – Nyitómérkőzés – 2 csoportmérkőzés – 1 negyeddöntő – 1 elődöntő | – 3 csoportmérkőzés                              | – 3 csoportmérkőzés             | – 3 csoportmérkőzés - 1 negyeddöntő |
|                                                                  |                                                  |                                 |                                     |
| Kijev                                                            | Doneck                                           | Lviv                            | Harkiv                              |
| Olimpiai Stadion Férőhely: 70 500                                | Donbasz Aréna Férőhely: 50 000                   | Aréna Lviv Férőhely: 35 000     | Metaliszt stadion Férőhely: 38 633  |
|                                                                  |                                                  |                                 |                                     |
| – 3 csoportmérkőzés – 1 negyeddöntő – Döntő                      | – 3 csoportmérkőzés – 1 negyeddöntő – 1 elődöntő | – 3 csoportmérkőzés             | – 3 csoportmérkőzés                 |

## Nehézségek a szervezésben
A lengyel-ukrán szervezők már nem sokkal a rendezési jog elnyerése után jelentős elmaradásban voltak a pályázatban meghatározott célkitűzésekhez képest. 2007 nyarán a lengyel sportügyi miniszter jelentette be, hogy a stadionok csak jelentős késéssel készülnek el.
Az UEFA elégtelennek tartotta a kijevi olimpiai stadion tervezett átépítését is.
2008 januárjában az UEFA elnöke nyomatékos hangú üzenetben szólította fel a társrendezőket a késések felszámolására.
A helyzet azonban nem javult, ezért a 2008-as EB idején az UEFA komolyan foglalkozott a rendezési jog visszavonásával és egy másik szövetségre való átruházásával.
Felmerült az is, hogy Lengyelország önként lemondana a rendezési jogról és a viadal helyszíne Skócia vagy Spanyolország lenne.

## A torna szimbólumai

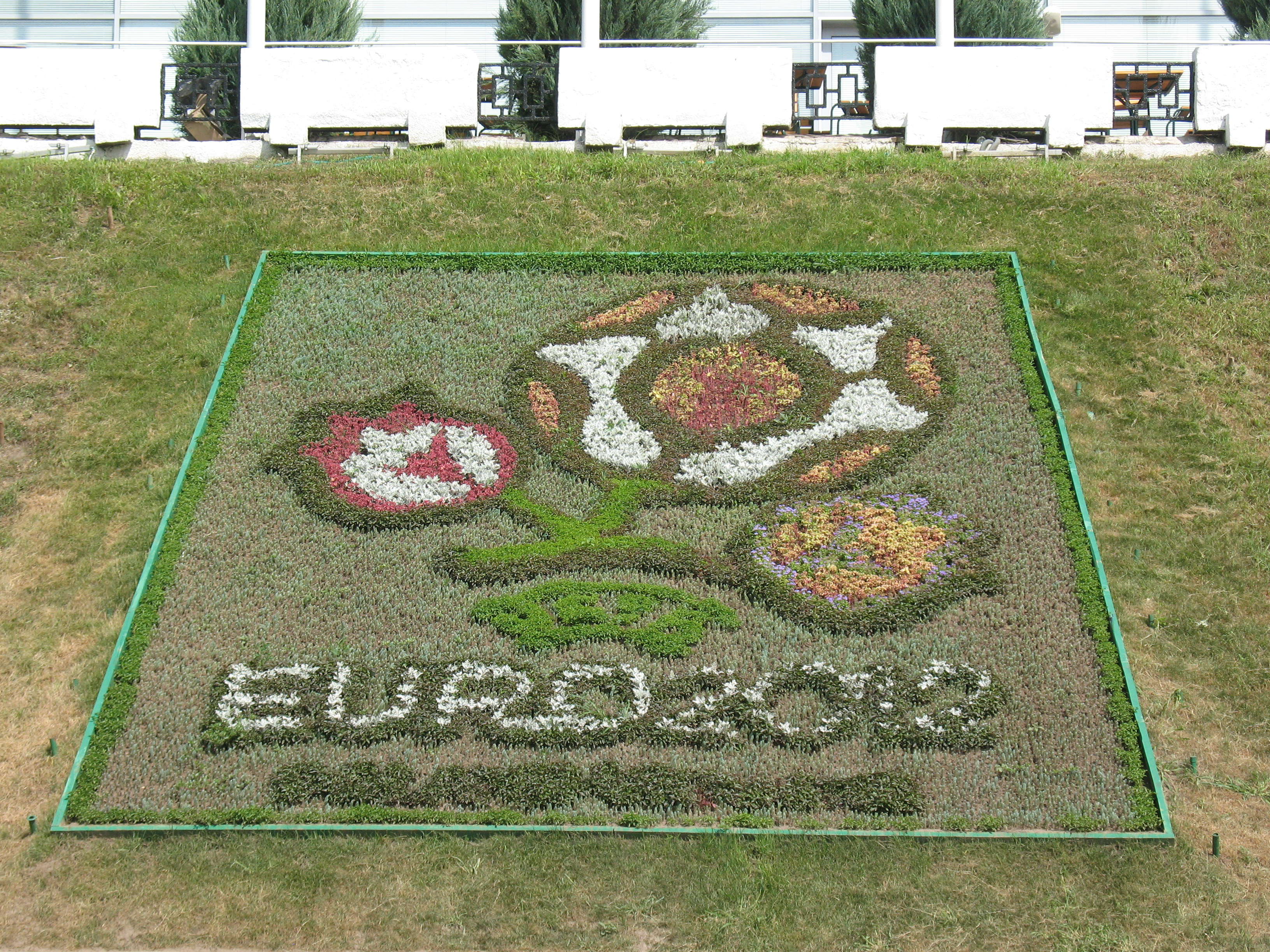
A 2012-es labdarúgó Európa-bajnokság emblémája virágokból kirakva.

### Embléma és jelmondat
A 2012-es labdarúgó Európa-bajnokság emblémáját Kijevben mutatták be 2009. december 14-én. Az embléma a rendező Lengyelország és Ukrajna nemzeti színeiben pompázó szirmokat és egy virágzó labdát ábrázol.
Az Európa-bajnokság jelmondata: Közösen írunk történelmet (lengyelül: Razem tworzymy przyszłość, ukránul: Творимо історію разом/Tvorimo isztoriju razom) arra a tényre utal, hogy Lengyelország és Ukrajna egy ország volt a múltban és most két kelet-európai nemzetként rendezhetik meg az európai futball legrangosabb eseményét.

### Labda
Az Európa-bajnokság hivatalos labdája a Tango 12, amelyet a csoportok sorsolásakor, 2011. december 2-án mutattak be. A labda a 80-as években jellemző, az eredeti Tango labda terveinek modernizált változata, az Adidas kétéves fejlesztésének eredménye. Több szövetség, klub és népszerű labdarúgó is tesztelte és véleményezte. A labdán megtalálhatóak a két rendező ország zászlajának színei. A formavilág emlékeztet a helyi képzőművészetre, illetve a labdarúgásra jellemző egyetértésre, versengésre és szenvedélyre.
A játékszert laboratóriumokban is tesztelték, mindenben megfelel a nemzetközi szövetség vonatkozó követelményeinek. A Tango 12 az eddigi legalaposabban ellenőrzött Adidas-labda.

### Kabalák

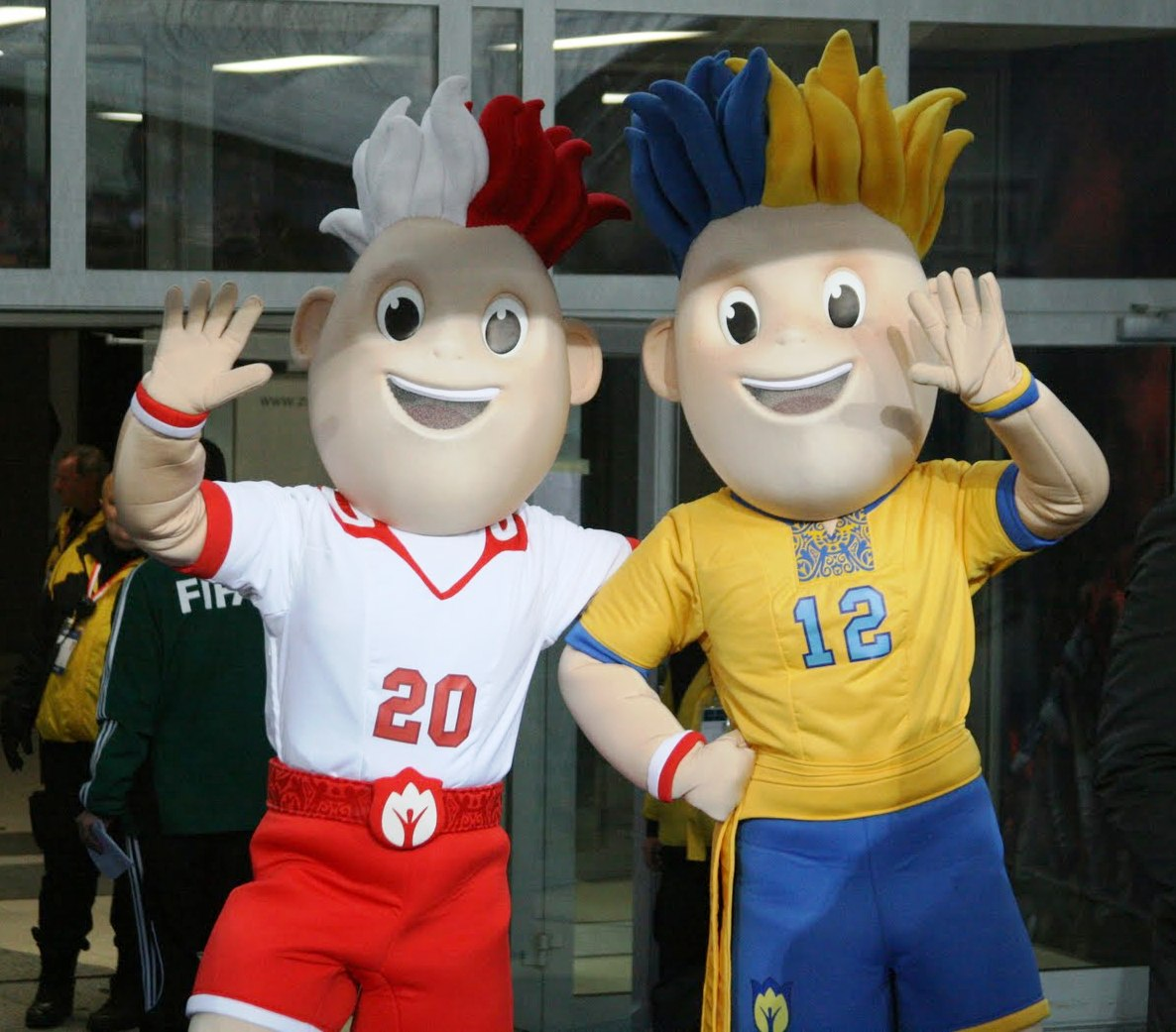
Slavek és Szlavko

Az UEFA honlapján történő szavazás után, 2010 decemberében hozták nyilvánosságra az Európa-bajnokság kabalafiguráinak neveit. A mintegy 40000 szavazat a következőképen oszlott el.
- Slavek és Szlavko: 56%
- Siemko és Sztrimko: 29%
- Klemek és Ladko: 15%

## Selejtező
Az 51 válogatottat kilenc csoportba sorsolták. Hat csoportban hat, három csoportban öt válogatott szerepelt. A sorsolást Varsóban tartották 2010. február 7-én. Magyarország a 4. kalapba került.
A kilenc csoportgyőztes, valamint a legjobb második helyezett automatikusan kijutott az Európa-bajnokságra. A másik nyolc második helyezett pótselejtezőn vett részt, ezek győztesei szereztek még jogot az Európa-bajnokságon való részvételre.
A selejtezőben az E csoportba került a magyar csapat, az ellenfelek Hollandia, Svédország, Finnország, Moldova és San Marino voltak. Magyarország a csoportjában a harmadik helyen végzett, így nem jutott ki az Európa-bajnokságra.
| A 2012-es labdarúgó-Európa-bajnokság selejtezőjének csoportbeosztása      | A csoport                                                                  | B csoport                                                               | C csoport                                                                | D csoport                                                                              |
| ------------------------------------------------------------------------- | -------------------------------------------------------------------------- | ----------------------------------------------------------------------- | ------------------------------------------------------------------------ | -------------------------------------------------------------------------------------- |
| A 2012-es labdarúgó-Európa-bajnokság selejtezőjének csoportbeosztása      | Németország · Törökország · Ausztria · Belgium · Kazahsztán · Azerbajdzsán | Oroszország · Szlovákia · Írország · Macedónia · Örményország · Andorra | Olaszország · Szerbia · Észak-Írország · Szlovénia · Észtország · Feröer | Franciaország · Románia · Bosznia-Hercegovina · Fehéroroszország · Albánia · Luxemburg |
| E csoport                                                                 | F csoport                                                                  | G csoport                                                               | H csoport                                                                | I csoport                                                                              |
| Hollandia · Svédország · Finnország · Magyarország · Moldova · San Marino | Horvátország · Görögország · Izrael · Lettország · Grúzia · Málta          | Anglia · Svájc · Bulgária · Wales · Montenegró                          | Portugália · Dánia · Norvégia · Ciprus · Izland                          | Spanyolország · Csehország · Skócia · Litvánia · Liechtenstein                         |

## Részt vevő csapatok

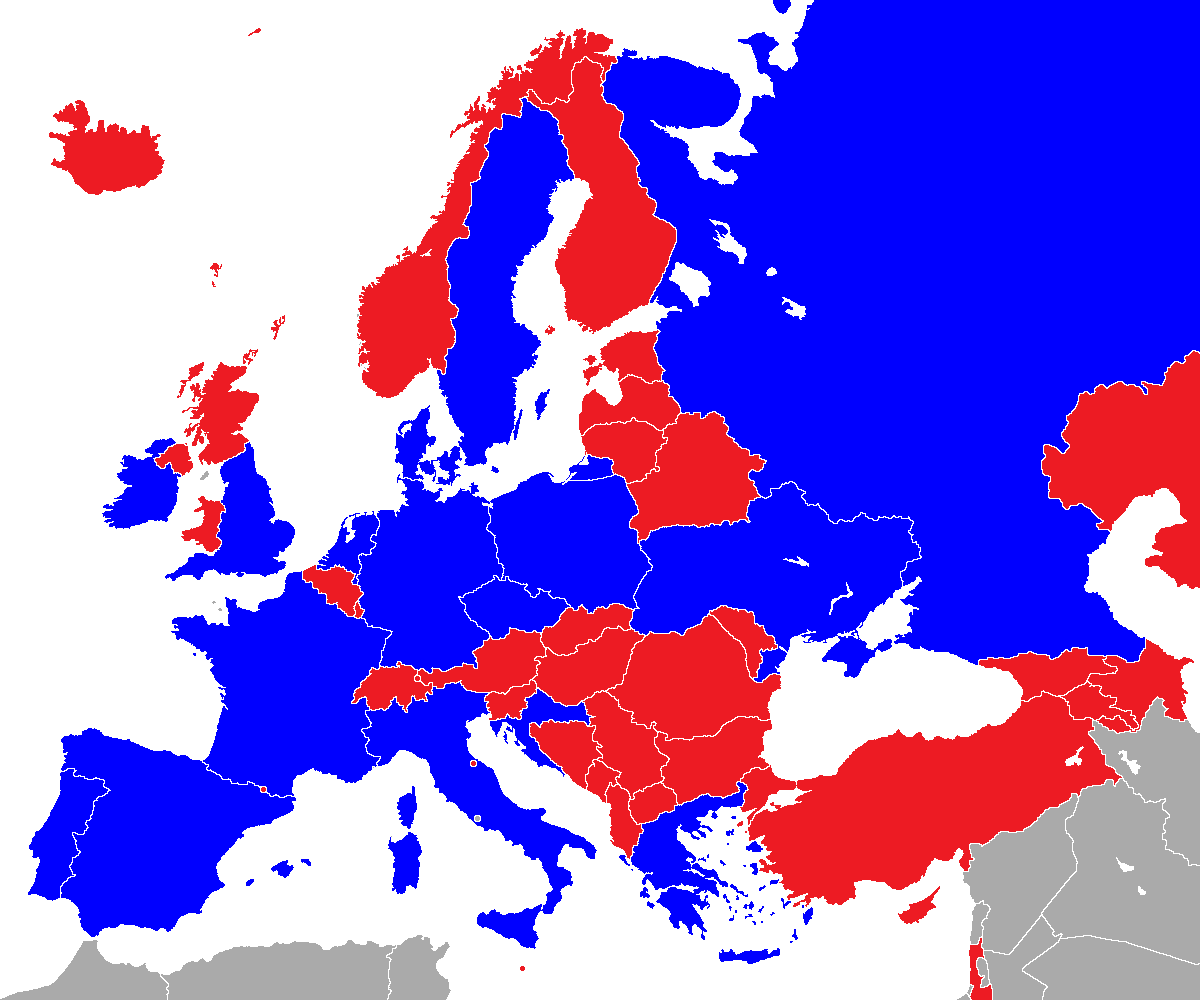

A következő csapatok vettek részt a 2012-es labdarúgó-Európa-bajnokságon:
| Ország        | Kvalifikáció módja     | Kvalifikáció időpontja | Korábbi Európa-bajnoki részvételek |
| ------------- | ---------------------- | ---------------------- | ---------------------------------- |
| Lengyelország | Rendező                | 2007. április 18.      | 1                                  |
| Ukrajna       | Rendező                | 2007. április 18.      | 0 (újonc)                          |
| Németország   | A csoport győztese     | 2011. szeptember 2.    | 10                                 |
| Olaszország   | C csoport győztese     | 2011. szeptember 6.    | 7                                  |
| Spanyolország | I csoport győztese     | 2011. szeptember 6.    | 8                                  |
| Hollandia     | E csoport győztese     | 2011. szeptember 6.    | 8                                  |
| Anglia        | G csoport győztese     | 2011. október 7.       | 7                                  |
| Oroszország   | B csoport győztese     | 2011. október 11.      | 9                                  |
| Franciaország | D csoport győztese     | 2011. október 11.      | 7                                  |
| Görögország   | F csoport győztese     | 2011. október 11.      | 3                                  |
| Dánia         | H csoport győztese     | 2011. október 11.      | 7                                  |
| Svédország    | Legjobb csoportmásodik | 2011. október 11.      | 4                                  |
| Horvátország  | Pótselejtező           | 2011. november 15.     | 3                                  |
| Csehország    | Pótselejtező           | 2011. november 15.     | 7                                  |
| Írország      | Pótselejtező           | 2011. november 15.     | 5                                  |
| Portugália    | Pótselejtező           | 2011. november 15.     | 1                                  |

## Sorsolás
Az Európa-bajnokság csoportjainak sorsolását 2011. december 2-án, helyi idő szerint 19 órakor (magyar idő szerint 18 órakor) tartották Kijevben.
A 16 csapat az UEFA-együtthatók alapján 4 kalapba került. A két rendező, valamint a címvédő Spanyolország automatikusan az első kalapban kapott helyet. A csoportokba mindegyik kalapból egy-egy csapat került. A 2–4. kalapban lévő csapatok sorszámot is kaptak a sorsolás során, amely a menetrendet is meghatározta. Lengyelország automatikusan az A csoport 1. csapata (A1), Ukrajna pedig a D csoport 1. csapata (D1) lett.
| 1. kalap                                              | 2. kalap                                           | 3. kalap                                               | 4. kalap                                        |
| ----------------------------------------------------- | -------------------------------------------------- | ------------------------------------------------------ | ----------------------------------------------- |
| - Ukrajna - Lengyelország - Spanyolország - Hollandia | - Németország - Olaszország - Anglia - Oroszország | - Horvátország - Görögország - Portugália - Svédország | - Dánia - Franciaország - Csehország - Írország |

## Pénzdíjazás
Az Európa-bajnokság 16 résztvevője között összesen 196 millió eurót osztottak szét, a 2008-as Eb-hez képest 12 millióval többet. Minden résztvevő 8 millió eurót kapott. Az Eb csoportkörében a győzelmekért 1 millió euró járt, a csoportkör harmadik helyén végzők is kaptak 1 milliót. Az egyenes kieséses szakaszban körönként egyre magasabbak összegeket kaptak a résztvevők, a döntő győztese mindenen felül 7,5 millió eurót kapott. Az alábbi táblázat mutatja a pénzdíjazást.
| Feltétel                           | A feltételt teljesítő csapatok száma | Összeg / csapat (millió euró) | Összes összeg (millió euró) |
| ---------------------------------- | ------------------------------------ | ----------------------------- | --------------------------- |
| Résztvevő                          | 16                                   | 8                             | 128                         |
| Győzelem a csoportkörben           | 24                                   | 1 (döntetlen esetén 0,5–0,5)  | 24                          |
| Harmadik helyezett a csoportkörben | 4                                    | 1                             | 4                           |
| Negyeddöntő                        | 8                                    | 2                             | 16                          |
| Elődöntő                           | 4                                    | 3                             | 12                          |
| Második helyezett                  | 1                                    | 4,5                           | 4,5                         |
| Győztes                            | 1                                    | 7,5                           | 7,5                         |
| Összesen                           |                                      |                               | 196                         |

## Játékvezetők
Az UEFA 2011. december 20-án 16 játékvezetőt nevezett meg, amelyből 12 az Európa-bajnokságon mérkőzést vezethetett, a többi 4 csak negyedik játékvezetőként szerepelhetett.
Játékvezetők
| - Howard Webb - Stéphane Lannoy - Wolfgang Stark - Kassai Viktor | - Nicola Rizzoli - Björn Kuipers - Pedro Proença - Craig Thomson | - Damir Skomina - Carlos Velasco Carballo - Jonas Eriksson - Cüneyt Çakır |

Csak negyedik játékvezetőként szerepelhet
- Pavel Královec
- Tom Harald Hagen
- Marcin Borski
- Viktor Svecov

## Keretek
Minden egyes válogatott 23 játékost nevezhetett a tornára, melyek közül három játékosnak kapusnak kellett lennie. Sérülés esetén a játékos az adott csapat első mérkőzéséig cserélhető volt egy másikkal.
A tornára 134 csapatból érkezett a 368 nevezett játékos. 214 futballista az angol, német, olasz vagy spanyol első osztályú csapattal áll szerződésben. Két kivételtől eltekintve csak európai klubok delegálnak játékost a tornára: az ír Robbie Keane az amerikai bajnokságban, a Los Angeles Galaxy-ban, míg a svéd Christian Wilhelmsson a szaúdi el-Hilálban játszik. Az angol csapat csak hazai bajnokságban játszó játékosokból áll, ezzel ellentétben az ír csapat csak idegenlégiósokat alkalmaz.
A torna legfiatalabb játékosa a PSV Eindhoven holland védője, Jetro Willems volt, aki az Európa-bajnokságok történetének legfiatalabb játékosa lett. A 18 éves játékos 2012. június 9-én, a Hollandia–Dánia mérkőzésen lépett pályára kezdőként, s ezzel megdöntötte a belga Enzo Scifo rekordját. A legidősebb játékos a PAÓK görög kapusa Kósztasz Halkiász. Előbbi 2012. május 22-én múlt 18 éves, míg utóbbi május 30-án töltötte be 38. életévét. A csapatok közül a német a legfiatalabb 23,5, míg az orosz a legöregebb a maga 28,4 átlagéletkorával. Az Eb legmagasabb játékosa a svéd hálóőr Andreas Isaksson 199 cm-rel, míg a legalacsonyabb az olasz Sebastian Giovinco 164 cm magassággal.

## Csoportkör
Az időpontok helyi idő szerint (Lengyelország UTC+2, Ukrajna UTC+3), az Ukrajnában rendezett mérkőzések esetében zárójelben magyar idő szerint is fel vannak tüntetve.
A csoportkörben minden csapat a másik három csapattal egy-egy mérkőzést játszott, így összesen 6 mérkőzésre került sor mind a négy csoportban. A csoportokból az első két helyezett jutott tovább a negyeddöntőbe. Minden csoportban az utolsó két mérkőzést azonos időpontban játszották.

A sorrend meghatározása
Az Európa-bajnokság csoportjaiban ha két vagy több csapat a csoportmérkőzések után azonos pontszámmal állt, a következő pontok alapján kellett megállapítani a sorrendet:
1. több szerzett pont az azonosan álló csapatok között lejátszott mérkőzéseken
2. jobb gólkülönbség az azonosan álló csapatok között lejátszott mérkőzéseken (ha kettőnél több csapat áll azonos pontszámmal)
3. több szerzett gól az azonosan álló csapatok között lejátszott mérkőzéseken (ha kettőnél több csapat áll azonos pontszámmal)
4. Ha a felsorolt első három pont alapján két, vagy több csapat még mindig holtversenyben állt, akkor az első három pontot mindaddig alkalmazni kellett, ameddig nem volt eldönthető a sorrend. Ha a sorrend nem dönthető el, akkor az 5–10. pontok alapján állapították meg a sorrendet
5. jobb gólkülönbség az összes csoportmérkőzésen
6. több szerzett gól az összes csoportmérkőzésen
7. ha két csapat a felsorolt első hat pont alapján holtversenyben állt úgy, hogy az utolsó csoportmérkőzést egymás ellen játszották (azaz az utolsó csoportmérkőzés, amelyet egymás ellen lejátszottak, döntetlen lett, és a pontszámuk, összesített gólkülönbségük, az összes szerzett góljuk száma is azonos) és nincs harmadik csapat, amely velük azonos pontszámmal állt, akkor közöttük büntetőrúgások döntöttek a sorrendről. Egyéb esetben a 8–10. pontok alapján állapították meg a sorrendet.
8. jobb UEFA-együttható
9. jobb fair play pontszám
10. sorsolás

### A csoport

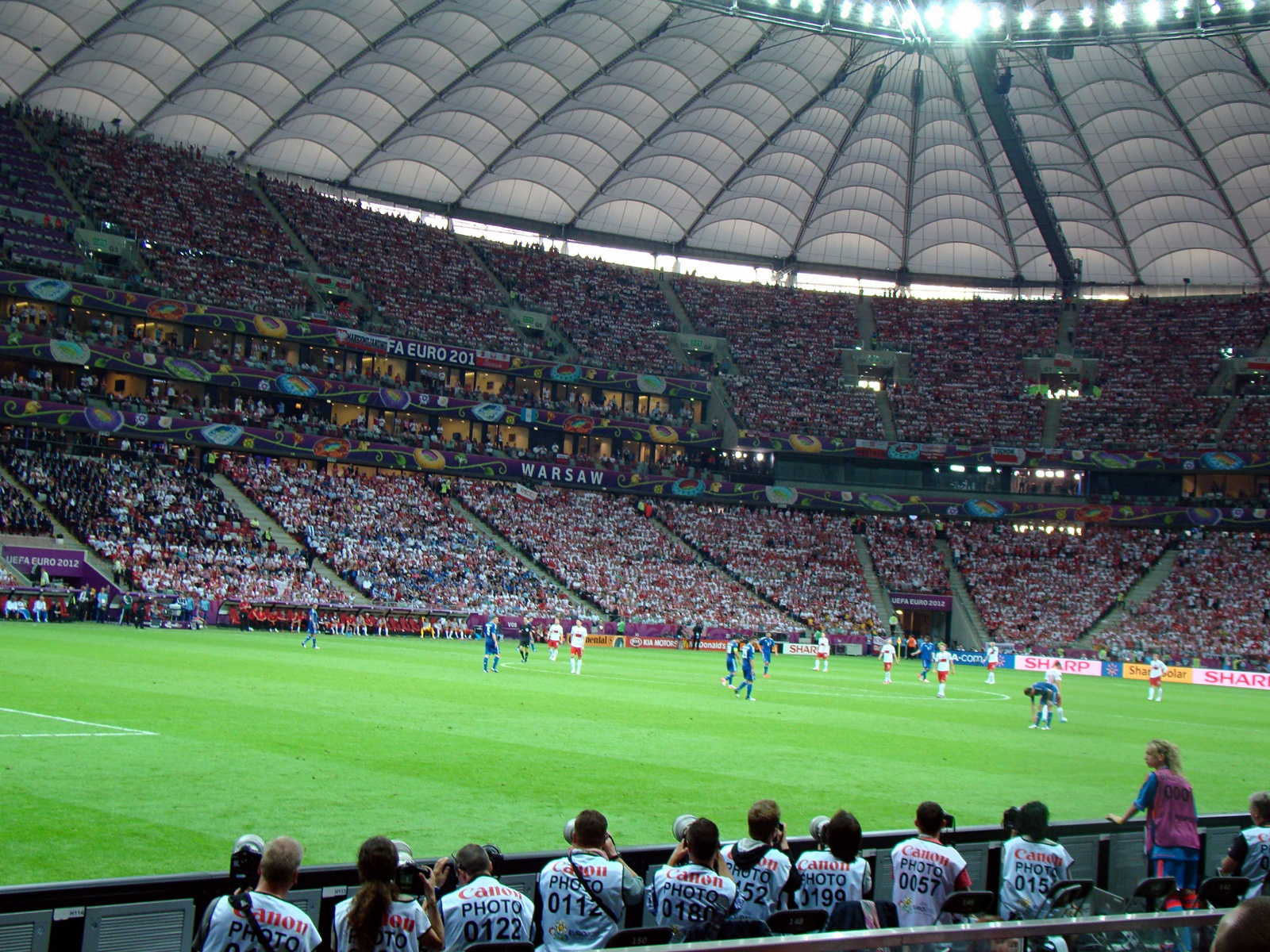
A Lengyelország–Görögország nyitómérkőzés

| Hely. | Csapat            | M | Gy | D | V | G+ | G– | Gk | P | Továbbjutás                                |
| ----- | ----------------- | - | -- | - | - | -- | -- | -- | - | ------------------------------------------ |
| 1.    | Csehország        | 3 | 2  | 0 | 1 | 4  | 5  | −1 | 6 | Továbbjutott az egyenes kieséses szakaszba |
| 2.    | Görögország       | 3 | 1  | 1 | 1 | 3  | 3  | 0  | 4 | Továbbjutott az egyenes kieséses szakaszba |
| 3.    | Oroszország       | 3 | 1  | 1 | 1 | 5  | 3  | +2 | 4 |                                            |
| 4.    | Lengyelország (R) | 3 | 0  | 2 | 1 | 2  | 3  | −1 | 2 |                                            |

1. 1 2  Egymás elleni eredmény: Görögország 1–0 Oroszország.

| 2012. június 8. 18:00 |

| Lengyelország                | 1–1                         | Görögország                                  |
| ---------------------------- | --------------------------- | -------------------------------------------- |
| Lewandowski 17' Szczęsny 68′ | (1–0) Jegyzőkönyv Részletek | Szalpingídisz 51' Papasztathópulosz 35′, 44′ |

| Nemzeti Stadion, Varsó Nézőszám: 56 070 Játékvezető: Carlos Velasco Carballo (spanyol) |

| 2012. június 8. 20:45 |

| Oroszország                                   | 4–1                         | Csehország |
| --------------------------------------------- | --------------------------- | ---------- |
| Dzagojev 15' 79' Sirokov 24' Pavljucsenko 82' | (2–0) Jegyzőkönyv Részletek | Pilař 52'  |

| Városi Stadion, Wrocław Nézőszám: 40 803 Játékvezető: Howard Webb (angol) |

| 2012. június 12. 18:00 |

| Görögország | 1–2                         | Csehország          |
| ----------- | --------------------------- | ------------------- |
| Gékasz 53'  | (0–2) Jegyzőkönyv Részletek | Jiráček 3' Pilař 6' |

| Városi Stadion, Wrocław Nézőszám: 41 105 Játékvezető: Stéphane Lannoy (francia) |

| 2012. június 12. 20:45 |

| Lengyelország      | 1–1                         | Oroszország  |
| ------------------ | --------------------------- | ------------ |
| Błaszczykowski 57' | (0–1) Jegyzőkönyv Részletek | Dzagojev 37' |

| Nemzeti Stadion, Varsó Nézőszám: 55 920 Játékvezető: Wolfgang Stark (német) |

| 2012. június 16. 20:45 |

| Csehország  | 1–0                         | Lengyelország |
| ----------- | --------------------------- | ------------- |
| Jiráček 72' | (0–0) Jegyzőkönyv Részletek |               |

| Városi Stadion, Wrocław Nézőszám: 41 480 Játékvezető: Craig Thomson (skót) |

| 2012. június 16. 20:45 |

| Görögország       | 1–0                         | Oroszország |
| ----------------- | --------------------------- | ----------- |
| Karangúnisz 45+2' | (1–0) Jegyzőkönyv Részletek |             |

| Nemzeti Stadion, Varsó Nézőszám: 55 614 Játékvezető: Jonas Eriksson (svéd) |

### B csoport

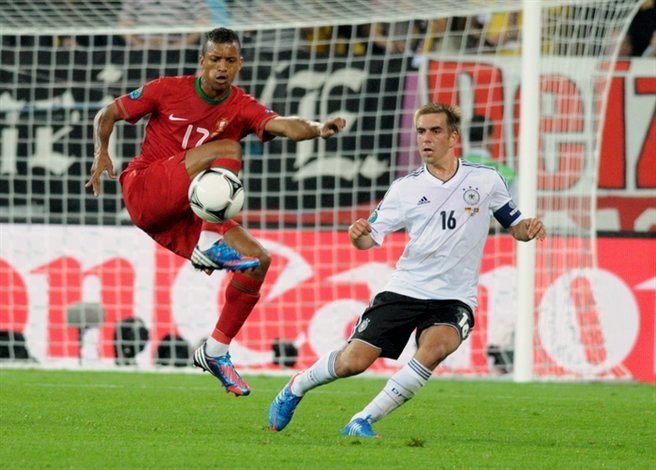
Nani és Lahm a Németország–Portugália mérkőzésen

| Hely. | Csapat      | M | Gy | D | V | G+ | G– | Gk | P | Továbbjutás                                |
| ----- | ----------- | - | -- | - | - | -- | -- | -- | - | ------------------------------------------ |
| 1.    | Németország | 3 | 3  | 0 | 0 | 5  | 2  | +3 | 9 | Továbbjutott az egyenes kieséses szakaszba |
| 2.    | Portugália  | 3 | 2  | 0 | 1 | 5  | 4  | +1 | 6 | Továbbjutott az egyenes kieséses szakaszba |
| 3.    | Dánia       | 3 | 1  | 0 | 2 | 4  | 5  | −1 | 3 |                                            |
| 4.    | Hollandia   | 3 | 0  | 0 | 3 | 2  | 5  | −3 | 0 |                                            |

| 2012. június 9. 19:00 (18:00) |

| Hollandia | 0–1                         | Dánia           |
| --------- | --------------------------- | --------------- |
|           | (0–1) Jegyzőkönyv Részletek | Krohn-Dehli 24' |

| Metaliszt stadion, Harkiv Nézőszám: 35 923 Játékvezető: Damir Skomina (szlovén) |

| 2012. június 9. 21:45 (20:45) |

| Németország | 1–0                         | Portugália |
| ----------- | --------------------------- | ---------- |
| Gómez 72'   | (0–0) Jegyzőkönyv Részletek |            |

| Aréna Lviv, Lviv Nézőszám: 32 990 Játékvezető: Stéphane Lannoy (francia) |

| 2012. június 13. 19:00 (18:00) |

| Dánia            | 2–3                         | Portugália                      |
| ---------------- | --------------------------- | ------------------------------- |
| Bendtner 41' 80' | (1–2) Jegyzőkönyv Részletek | Pepe 24' Postiga 36' Varela 87' |

| Aréna Lviv, Lviv Nézőszám: 31 840 Játékvezető: Craig Thomson (skót) |

| 2012. június 13. 21:45 (20:45) |

| Hollandia      | 1–2                         | Németország   |
| -------------- | --------------------------- | ------------- |
| van Persie 73' | (0–2) Jegyzőkönyv Részletek | Gómez 24' 38' |

| Metaliszt stadion, Harkiv Nézőszám: 37 750 Játékvezető: Jonas Eriksson (svéd) |

| 2012. június 17. 21:45 (20:45) |

| Portugália      | 2–1                         | Hollandia         |
| --------------- | --------------------------- | ----------------- |
| Ronaldo 28' 74' | (1–1) Jegyzőkönyv Részletek | van der Vaart 11' |

| Metaliszt stadion, Harkiv Nézőszám: 37 445 Játékvezető: Nicola Rizzoli (olasz) |

| 2012. június 17. 21:45 (20:45) |

| Dánia           | 1–2                         | Németország             |
| --------------- | --------------------------- | ----------------------- |
| Krohn-Dehli 24' | (1–1) Jegyzőkönyv Részletek | Podolski 19' Bender 80' |

| Aréna Lviv, Lviv Nézőszám: 32 990 Játékvezető: Carlos Velasco Carballo (spanyol) |

### C csoport

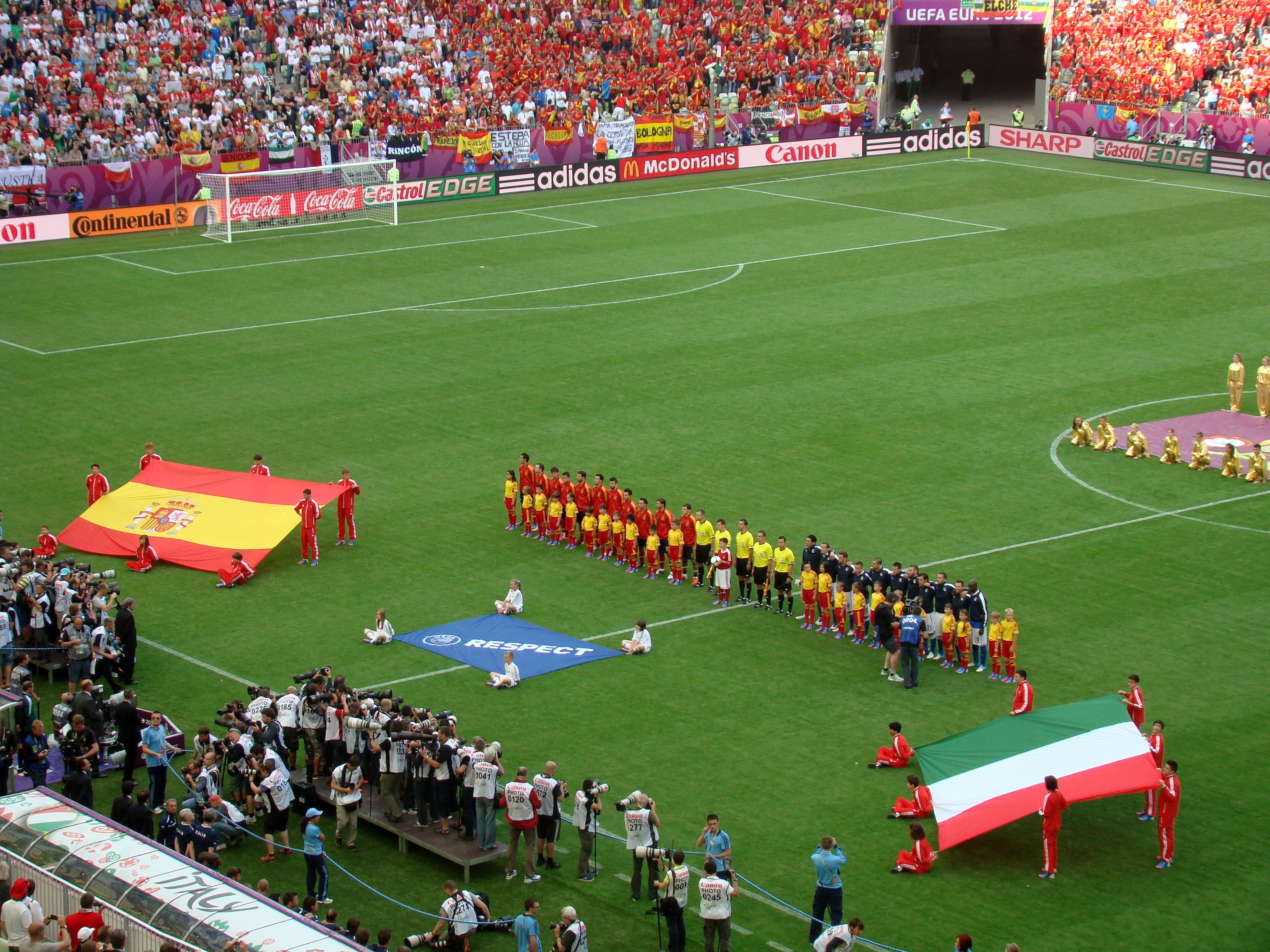
A csapatok a Spanyolország–Olaszország mérkőzésen.

| Hely. | Csapat        | M | Gy | D | V | G+ | G– | Gk | P | Továbbjutás                                |
| ----- | ------------- | - | -- | - | - | -- | -- | -- | - | ------------------------------------------ |
| 1.    | Spanyolország | 3 | 2  | 1 | 0 | 6  | 1  | +5 | 7 | Továbbjutott az egyenes kieséses szakaszba |
| 2.    | Olaszország   | 3 | 1  | 2 | 0 | 4  | 2  | +2 | 5 | Továbbjutott az egyenes kieséses szakaszba |
| 3.    | Horvátország  | 3 | 1  | 1 | 1 | 4  | 3  | +1 | 4 |                                            |
| 4.    | Írország      | 3 | 0  | 0 | 3 | 1  | 9  | −8 | 0 |                                            |

| 2012. június 10. 18:00 |

| Spanyolország | 1–1                         | Olaszország   |
| ------------- | --------------------------- | ------------- |
| Fàbregas 64'  | (0–0) Jegyzőkönyv Részletek | di Natale 61' |

| PGE Arena Gdańsk, Gdańsk Nézőszám: 38 869 Játékvezető: Kassai Viktor (magyar) |

| 2012. június 10. 20:45 |

| Írország      | 1–3                         | Horvátország                 |
| ------------- | --------------------------- | ---------------------------- |
| St Ledger 19' | (1–2) Jegyzőkönyv Részletek | Mandžukić 3' 49' Jelavić 43' |

| Stadion Miejski, Poznań Nézőszám: 39 550 Játékvezető: Björn Kuipers (holland) |

| 2012. június 14. 18:00 |

| Olaszország | 1–1                         | Horvátország  |
| ----------- | --------------------------- | ------------- |
| Pirlo 39'   | (1–0) Jegyzőkönyv Részletek | Mandžukić 72' |

| Stadion Miejski, Poznań Nézőszám: 37 096 Játékvezető: Howard Webb (angol) |

| 2012. június 14. 20:45 |

| Spanyolország                        | 4–0                         | Írország |
| ------------------------------------ | --------------------------- | -------- |
| Torres 4' 70' Silva 49' Fàbregas 83' | (1–0) Jegyzőkönyv Részletek |          |

| PGE Arena Gdańsk, Gdańsk Nézőszám: 39 150 Játékvezető: Pedro Proença (portugál) |

| 2012. június 18. 20:45 |

| Horvátország | 0–1                         | Spanyolország |
| ------------ | --------------------------- | ------------- |
|              | (0–0) Jegyzőkönyv Részletek | Navas 88'     |

| PGE Arena Gdańsk, Gdańsk Nézőszám: 39 076 Játékvezető: Wolfgang Stark (német) |

| 2012. június 18. 20:45 |

| Olaszország               | 2–0                         | Írország         |
| ------------------------- | --------------------------- | ---------------- |
| Cassano 35' Balotelli 90' | (1–0) Jegyzőkönyv Részletek | Andrews 37′, 89′ |

| Stadion Miejski, Poznań Nézőszám: 38 794 Játékvezető: Cüneyt Çakır (török) |

### D csoport
| Hely. | Csapat        | M | Gy | D | V | G+ | G– | Gk | P | Továbbjutás                                |
| ----- | ------------- | - | -- | - | - | -- | -- | -- | - | ------------------------------------------ |
| 1.    | Anglia        | 3 | 2  | 1 | 0 | 5  | 3  | +2 | 7 | Továbbjutott az egyenes kieséses szakaszba |
| 2.    | Franciaország | 3 | 1  | 1 | 1 | 3  | 3  | 0  | 4 | Továbbjutott az egyenes kieséses szakaszba |
| 3.    | Ukrajna (R)   | 3 | 1  | 0 | 2 | 2  | 4  | −2 | 3 |                                            |
| 4.    | Svédország    | 3 | 1  | 0 | 2 | 5  | 5  | 0  | 3 |                                            |

1. 1 2  Egymás elleni eredmény: Ukrajna 2–1 Svédország.

| 2012. június 11. 19:00 (18:00) |

| Franciaország | 1–1                         | Anglia      |
| ------------- | --------------------------- | ----------- |
| Nasri 39'     | (1–1) Jegyzőkönyv Részletek | Lescott 30' |

| Donbasz Aréna, Doneck Nézőszám: 47 400 Játékvezető: Nicola Rizzoli (olasz) |

| 2012. június 11. 21:45 (20:45) |

| Ukrajna           | 2–1                         | Svédország      |
| ----------------- | --------------------------- | --------------- |
| Sevcsenko 55' 62' | (0–0) Jegyzőkönyv Részletek | Ibrahimović 52' |

| Olimpiai Stadion, Kijev Nézőszám: 64 290 Játékvezető: Cüneyt Çakır (török) |

| 2012. június 15. 19:00 (18:00) |

| Ukrajna | 0–2                         | Franciaország        |
| ------- | --------------------------- | -------------------- |
|         | (0–0) Jegyzőkönyv Részletek | Ménez 53' Cabaye 56' |

| Donbasz Aréna, Doneck Nézőszám: 48 000 Játékvezető: Björn Kuipers (holland) |

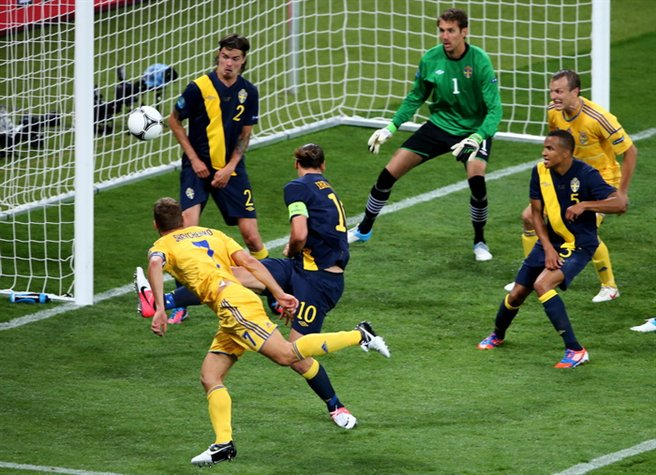
Andrij Sevcsenko a svédek elleni mérkőzésen a történelmi győzelmet jelentő második gól szerzése közben.

*Az 5. percben az időjárási körülmények miatt a mérkőzést félbeszakították, majd helyi idő szerint 20 órakor folytatták.
| 2012. június 15. 22:00 (21:00) |

| Svédország                       | 2–3                         | Anglia                              |
| -------------------------------- | --------------------------- | ----------------------------------- |
| Johnson 49' (öngól) Mellberg 59' | (0–1) Jegyzőkönyv Részletek | Carroll 23' Walcott 64' Welbeck 78' |

| Olimpiai Stadion, Kijev Nézőszám: 64 640 Játékvezető: Damir Skomina (szlovén) |

*A mérkőzés eredetileg helyi idő szerint 21:45-kor kezdődött volna, azonban az Ukrajna–Franciaország-mérkőzés csúszása miatt a kezdési időpontot helyi idő szerinti 22 órára módosították.
| 2012. június 19. 21:45 (20:45) |

| Anglia     | 1–0                         | Ukrajna |
| ---------- | --------------------------- | ------- |
| Rooney 48' | (0–0) Jegyzőkönyv Részletek |         |

| Donbasz Aréna, Doneck Nézőszám: 48 700 Játékvezető: Kassai Viktor (magyar) |

| 2012. június 19. 21:45 (20:45) |

| Svédország                    | 2–0                         | Franciaország |
| ----------------------------- | --------------------------- | ------------- |
| Ibrahimović 54' Larsson 90+1' | (0–0) Jegyzőkönyv Részletek |               |

| Olimpiai Stadion, Kijev Nézőszám: 63 010 Játékvezető: Pedro Proença (portugál) |

## Egyenes kieséses szakasz
|  |                     |               |                    |                     |       |               |                   |           |  |  |       |       |       |
|  | Negyeddöntők        | Negyeddöntők  | Negyeddöntők       |                     |       | Elődöntők     | Elődöntők         | Elődöntők |  |  | Döntő | Döntő | Döntő |
|  | Negyeddöntők        | Negyeddöntők  | Negyeddöntők       |                     |       | Elődöntők     | Elődöntők         | Elődöntők |  |  | Döntő | Döntő | Döntő |
|  | június 21. – Varsó  |               |                    |                     |       |               |                   |           |  |  |       |       |       |
|  |                     |               |                    |                     |       |               |                   |           |  |  |       |       |       |
|  | A1                  | Csehország    | 0                  |                     |       |               |                   |           |  |  |       |       |       |
|  | A1                  | Csehország    | 0                  | június 27. – Doneck |       |               |                   |           |  |  |       |       |       |
|  | B2                  | Portugália    | 1                  |                     |       |               |                   |           |  |  |       |       |       |
|  | B2                  | Portugália    | 1                  |                     |       | Portugália    | Portugália        | 0 (2)     |  |  |       |       |       |
|  | június 23. – Doneck |               |                    |                     |       | Portugália    | Portugália        | 0 (2)     |  |  |       |       |       |
|  |                     |               | Spanyolország      | Spanyolország       | 0 (4) |               |                   |           |  |  |       |       |       |
|  | C1                  | Spanyolország | Spanyolország      | Spanyolország       | 0 (4) | 2             |                   |           |  |  |       |       |       |
|  | C1                  | Spanyolország |                    |                     |       | 2             | július 1. – Kijev |           |  |  |       |       |       |
|  | D2                  | Franciaország | 0                  |                     |       |               |                   |           |  |  |       |       |       |
|  | D2                  | Franciaország | 0                  |                     |       | Spanyolország | Spanyolország     | 4         |  |  |       |       |       |
|  | június 22. – Gdańsk |               |                    |                     |       | Spanyolország | Spanyolország     | 4         |  |  |       |       |       |
|  |                     |               | Olaszország        | Olaszország         | 0     |               |                   |           |  |  |       |       |       |
|  | B1                  | Németország   | Olaszország        | Olaszország         | 0     | 4             |                   |           |  |  |       |       |       |
|  | B1                  | Németország   | június 28. – Varsó |                     |       | 4             |                   |           |  |  |       |       |       |
|  | A2                  | Görögország   | 2                  |                     |       |               |                   |           |  |  |       |       |       |
|  | A2                  | Görögország   | 2                  |                     |       | Németország   | Németország       | 1         |  |  |       |       |       |
|  | június 24. – Kijev  |               |                    |                     |       | Németország   | Németország       | 1         |  |  |       |       |       |
|  |                     |               | Olaszország        | Olaszország         | 2     |               |                   |           |  |  |       |       |       |
|  | D1                  | Anglia        | Olaszország        | Olaszország         | 2     | 0 (2)         |                   |           |  |  |       |       |       |
|  | D1                  | Anglia        |                    |                     |       |               |                   |           |  |  |       |       |       |
|  | C2                  | Olaszország   | 0 (4)              |                     |       |               |                   |           |  |  |       |       |       |
|  | C2                  | Olaszország   | 0 (4)              |                     |       |               |                   |           |  |  |       |       |       |
|  |                     |               |                    |                     |       |               |                   |           |  |  |       |       |       |

### Negyeddöntők
| 2012. június 21. 20:45 |

| Csehország | 0–1                         | Portugália  |
| ---------- | --------------------------- | ----------- |
|            | (0–0) Jegyzőkönyv Részletek | Ronaldo 79' |

| Nemzeti Stadion (Varsó), Varsó Nézőszám: 55 590 Játékvezető: Howard Webb (angol) |

| 2012. június 22. 20:45 |

| Németország                             | 4–2                         | Görögország                                |
| --------------------------------------- | --------------------------- | ------------------------------------------ |
| Lahm 39' Khedira 61' Klose 68' Reus 74' | (1–0) Jegyzőkönyv Részletek | Szamarász 55' Szalpingídisz 89' (11-esből) |

| PGE Arena Gdańsk, Gdańsk Nézőszám: 38 751 Játékvezető: Damir Skomina (szlovén) |

| 2012. június 23. 21:45 (20:45) |

| Spanyolország               | 2–0                         | Franciaország |
| --------------------------- | --------------------------- | ------------- |
| Alonso 19' 90+1' (11-esből) | (1–0) Jegyzőkönyv Részletek |               |

| Donbasz Aréna, Doneck Nézőszám: 47 000 Játékvezető: Nicola Rizzoli (olasz) |

| 2012. június 24. 21:45 (20:45) |

| Anglia                    | 0–0 (h. u.)           | Olaszország                                 |
| ------------------------- | --------------------- | ------------------------------------------- |
|                           | Jegyzőkönyv Részletek |                                             |
| Büntetőpárbaj             |                       |                                             |
| Gerrard Rooney Young Cole | 2–4                   | Balotelli Montolivo Pirlo Nocerino Diamanti |

| Olimpiai Stadion, Kijev Nézőszám: 64 340 Játékvezető: Pedro Proença (portugál) |

### Elődöntők
| 2012. június 27. 21:45 (20:45) |

| Portugália               | 0–0 (h. u.)           | Spanyolország                       |
| ------------------------ | --------------------- | ----------------------------------- |
|                          | Jegyzőkönyv Részletek |                                     |
| Büntetőpárbaj            |                       |                                     |
| Moutinho Pepe Nani Alves | 2–4                   | Alonso Iniesta Piqué Ramos Fàbregas |

| Donbasz Aréna, Doneck Nézőszám: 48 000 Játékvezető: Cüneyt Çakır (török) |

| 2012. június 28. 20:45 |

| Németország           | 1–2                         | Olaszország       |
| --------------------- | --------------------------- | ----------------- |
| Özil 90+2' (11-esből) | (0–2) Jegyzőkönyv Részletek | Balotelli 20' 36' |

| Nemzeti Stadion, Varsó Nézőszám: 55 540 Játékvezető: Stéphane Lannoy (francia) |

### Döntő
| 2012. július 1. 21:45 (20:45) |

| Spanyolország                          | 4–0               | Olaszország |
| -------------------------------------- | ----------------- | ----------- |
| Silva 14' Alba 41' Torres 84' Mata 88' | (2–0) Jegyzőkönyv |             |

| Olimpiai Stadion, Kijev Nézőszám: 63 170 Játékvezető: Pedro Proença (portugál) |

| A 2012-es labdarúgó-Európa-bajnokság győztese |
| · Spanyolország · 3. cím                      |

## Statisztikák

### Gólszerzők
3 gólos
- Fernando Torres
- Mario Mandžukić
- Mario Gómez
- Mario Balotelli
- Alan Dzagojev
- Cristiano Ronaldo

2 gólos
- Petr Jiráček
- Václav Pilař
- Nicklas Bendtner
- Michael Krohn-Dehli
- Dimítrisz Szalpingídisz
- Xabi Alonso
- Cesc Fàbregas
- David Silva
- Zlatan Ibrahimović
- Andrij Sevcsenko

1 gólos
- Andy Carroll
- Joleon Lescott
- Wayne Rooney
- Theo Walcott
- Danny Welbeck
- Yohan Cabaye
- Jérémy Ménez
- Samir Nasri
- Theofánisz Gékasz
- Jórgosz Karangúnisz
- Jórgosz Szamarász
- Robin van Persie
- Rafael van der Vaart
- Nikica Jelavić
- Sean St Ledger
- Jakub Błaszczykowski
- Robert Lewandowski
- Lars Bender
- Sami Khedira
- Miroslav Klose
- Philipp Lahm
- Mesut Özil
- Lukas Podolski
- Marco Reus
- Antonio Cassano
- Antonio Di Natale
- Andrea Pirlo
- Roman Pavljucsenko
- Roman Sirokov
- Pepe
- Hélder Postiga
- Silvestre Varela
- Jordi Alba
- Juan Manuel Mata
- Jesús Navas
- Sebastian Larsson
- Olof Mellberg

1 öngólos
- Glen Johnson (Svédország ellen)

### Gólpasszok
Az alábbi játékosok adták a legtöbb gólpasszt.
3 gólpassz
- Andrej Arsavin
- Steven Gerrard
- David Silva
- Mesut Özil

2 gólpassz
- Sebastian Larsson
- Karim Benzema
- Bastian Schweinsteiger
- Nani
- João Moutinho
- Xavier Hernández
- Andrea Pirlo

### Szabálytalanságok, figyelmeztetések
Legtöbb elkövetett szabálytalanság
16
- Álvaro Arbeloa
- Mario Balotelli

14
- Milan Baroš

13
- Nani

11
- João Moutinho
- Bruno Alves
- Jórgosz Szamarász

10
- Xabi Alonso
- Richard Dunne
- Nikica Jelavić
- Miguel Veloso

Legtöbb elszenvedett szabálytalanság
18
- Álvaro Arbeloa
- Mario Balotelli

17
- Andrea Pirlo

16
- Jórgosz Karangúnisz

14
- Andrés Iniesta
- Robert Lewandowski
- Franck Ribéry

13
- Jordi Alba
- Daniele De Rossi
- Cristiano Ronaldo

Eltiltások az Eb mérkőzéseire
A táblázat azokat a játékosokat tartalmazza, akik valamilyen eltiltást kaptak az Európa-bajnokság mérkőzéseinek valamelyikére. A versenyszabályzat szerint a sárga lapok, valamint a két sárga lap miatt kapott, függőben lévő eltiltások a torna befejezésekor (az adott csapat kiesésekor) érvényüket vesztik.
| Játékos                      | Mérkőzés | Eltiltás                                                   |
| ---------------------------- | --- | ---------------------------------------------------------- |
| Wayne Rooney                 | a selejtezőben Montenegró ellen · 2 mérkőzésre eltiltották a selejtező utolsó mérkőzésén kapott kiállítása miatt. | D csoport Franciaország ellen · D csoport Svédország ellen |
| Szokrátisz Papasztathópulosz | A csoport Lengyelország ellen                                                                                     | A csoport Csehország ellen                                 |
| Wojciech Szczęsny            | A csoport Görögország ellen                                                                                       | A csoport Oroszország ellen                                |
| Jérôme Boateng               | B csoport Portugália ellen · B csoport Hollandia ellen                                                            | B csoport Dánia ellen                                      |
| Jórgosz Karangúnisz          | A csoport Lengyelország ellen · A csoport Oroszország ellen                                                       | Negyeddöntő Németország ellen                              |
| Joszíf Holévasz              | A csoport Lengyelország ellen · A csoport Oroszország ellen                                                       | Negyeddöntő Németország ellen                              |
| Philippe Mexès               | D csoport Ukrajna ellen · D csoport Svédország ellen                                                              | Negyeddöntő Spanyolország ellen                            |
| Christian Maggio             | C csoport Spanyolország ellen · Negyeddöntő Anglia ellen                                                          | Elődöntő Németország ellen                                 |

Összesítés
1 piros lap
- Szokrátisz Papasztathópulosz
- Keith Andrews
- Wojciech Szczęsny

3 sárga lap
- Keith Andrews
- Szokrátisz Papasztathópulosz

2 sárga lap
- David Limberský
- Jérémy Ménez
- Philippe Mexès
- Joszíf Holévasz
- Jórgosz Karangúnisz
- Jetro Willems
- Sean St Ledger
- Eugen Polanski
- Jérôme Boateng
- Mario Balotelli
- Andrea Barzagli
- Leonardo Bonucci
- Daniele De Rossi
- Christian Maggio
- Thiago Motta
- Alan Dzagojev
- Fábio Coentrão
- João Pereira
- Miguel Veloso
- Xabi Alonso
- Álvaro Arbeloa
- Sergio Ramos
- Anders Svensson
- Anatolij Timoscsuk

1 sárga lap

### Díjak
UEFA – A torna válogatottja
| Kapus            | Védők          | Középpályások    | Csatárok           |
| ---------------- | -------------- | ---------------- | ------------------ |
| Iker Casillas    | Jordi Alba     | Steven Gerrard   | Cesc Fàbregas      |
| Manuel Neuer     | Gerard Piqué   | Sami Khedira     | David Silva        |
| Gianluigi Buffon | Sergio Ramos   | Mesut Özil       | Mario Balotelli    |
|                  | Philipp Lahm   | Andrea Pirlo     | Cristiano Ronaldo  |
|                  | Fábio Coentrão | Daniele De Rossi | Zlatan Ibrahimović |
|                  | Pepe           | Sergio Busquets  |                    |
|                  |                | Andrés Iniesta   |                    |
|                  |                | Xabi Alonso      |                    |
|                  |                | Xavi             |                    |

Aranycipő
- Fernando Torres (3 gólos)

Torres öt másik játékossal együtt 3 gólt szerzett. A kiírás szerint holtversenyben a gólpasszok száma, majd a kevesebb játszott perc döntött a sorrendről. Torresnek és Mario Gómeznek is 1–1 gólpassza volt, azonban Torres 189, Gómez pedig 281 percet játszott. A selejtezőket is figyelembevéve a holland Klaas-Jan Huntelaar szerezte a legtöbb gólt, összesen 12-t.
UEFA – A torna játékosa
- Andrés Iniesta[34]

### Végeredmény

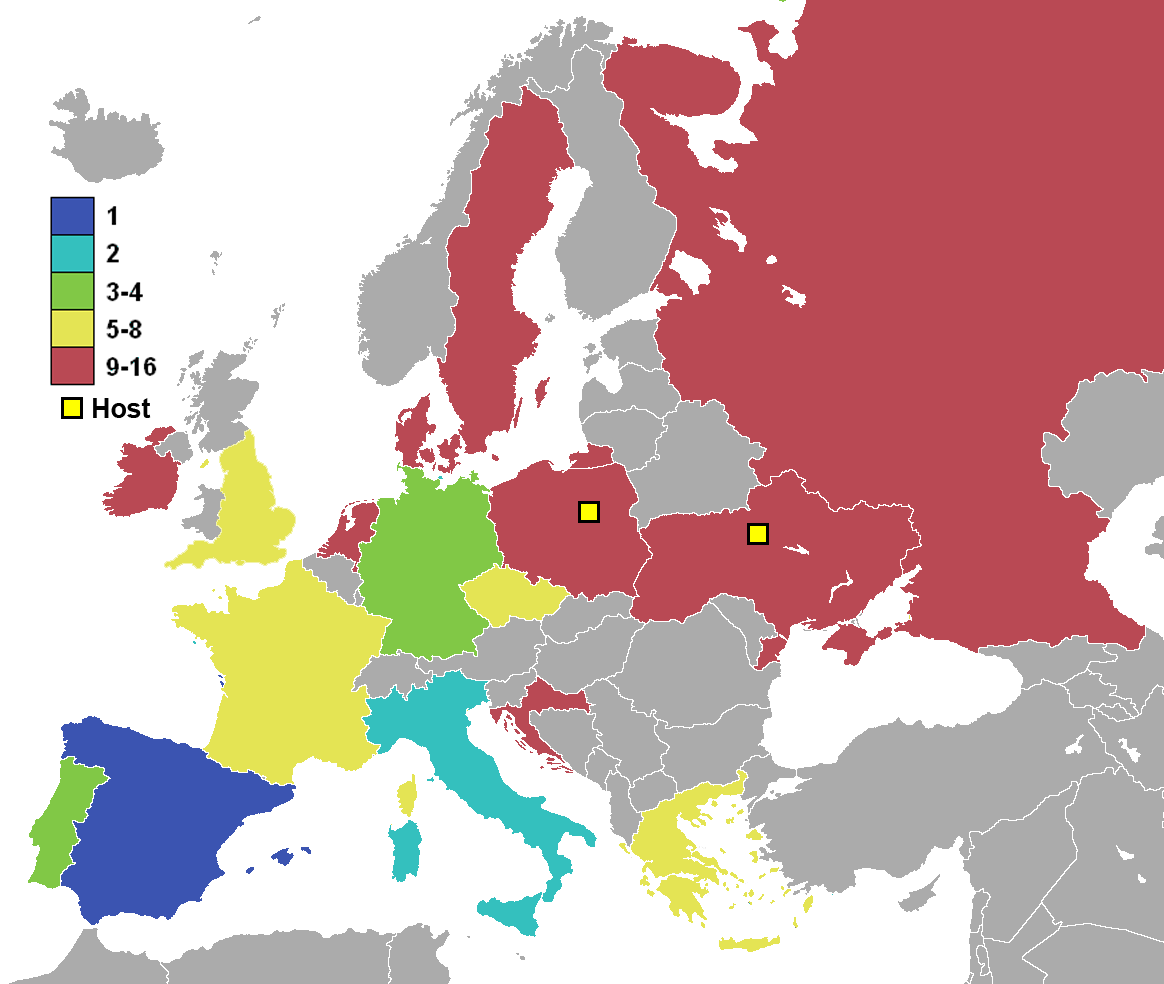
A 2012-es Európa-bajnokságon részt vevő országok helyezései

Bronzmérkőzést nem játszottak, ezért a két elődöntős egyaránt bronzérmesnek tekintendő. Az 5–16. helyezettek sorrendjének megállapítása nem tekinthető hivatalosnak, mivel ezekért a helyekért nem játszottak mérkőzéseket és az UEFA sem határozta meg ezeket a helyezéseket. Ezen helyezések megállapítása az alábbi pontok alapján készült:
1. több szerzett pont (a 11-esekkel eldöntött találkozók a hosszabbítást követő eredménnyel, döntetlenként vannak feltüntetve)
2. jobb gólkülönbség
3. több szerzett gól

| Hely.                    | Csapat            | M | Gy | D | V | G+ | G– | Gk  | P  |
| ------------------------ | ----------------- | - | -- | - | - | -- | -- | --- | -- |
| 1. helyezett, aranyérmes | Spanyolország     | 6 | 4  | 2 | 0 | 12 | 1  | +11 | 14 |
| 2. helyezett, ezüstérmes | Olaszország       | 6 | 2  | 3 | 1 | 6  | 7  | −1  | 9  |
| 3. helyezett, bronzérmes | Németország       | 5 | 4  | 0 | 1 | 10 | 6  | +4  | 12 |
| 3. helyezett, bronzérmes | Portugália        | 5 | 3  | 1 | 1 | 6  | 4  | +2  | 10 |
|                          |                   |   |    |   |   |    |    |     |    |
| 5.                       | Anglia            | 4 | 2  | 2 | 0 | 5  | 3  | +2  | 8  |
| 6.                       | Csehország        | 4 | 2  | 0 | 2 | 4  | 6  | −2  | 6  |
| 7.                       | Görögország       | 4 | 1  | 1 | 2 | 5  | 7  | −2  | 4  |
| 8.                       | Franciaország     | 4 | 1  | 1 | 2 | 3  | 5  | −2  | 4  |
|                          |                   |   |    |   |   |    |    |     |    |
| 9.                       | Oroszország       | 3 | 1  | 1 | 1 | 5  | 3  | +2  | 4  |
| 10.                      | Horvátország      | 3 | 1  | 1 | 1 | 4  | 3  | +1  | 4  |
| 11.                      | Svédország        | 3 | 1  | 0 | 2 | 5  | 5  | 0   | 3  |
| 12.                      | Dánia             | 3 | 1  | 0 | 2 | 4  | 5  | −1  | 3  |
| 13.                      | Ukrajna (R)       | 3 | 1  | 0 | 2 | 2  | 4  | −2  | 3  |
| 14.                      | Lengyelország (R) | 3 | 0  | 2 | 1 | 2  | 3  | −1  | 2  |
| 15.                      | Hollandia         | 3 | 0  | 0 | 3 | 2  | 5  | −3  | 0  |
| 16.                      | Írország          | 3 | 0  | 0 | 3 | 1  | 9  | −8  | 0  |

## Közvetítések
A mérkőzések közvetítési jogát Magyarországon az MTVA nyerte el. A meccseket élőben az M1 adta, a Kossuth Rádió pedig összefoglalókat készített. Az Írország-Horvátország meccset az első fordulóból az M1 csak felvételről közvetítette, mert az összecsapás idején zajlott a Formula–1-es kanadai nagydíj. A csoportkör utolsó fordulójában a párhuzamos mérkőzéseket a Sport1 adta élőben, majd az M1 teljes hosszában megismételte. A helyszínekről Knézy Jenő, Deák Horváth Péter, Gundel Takács Gábor és Menczer Tamás kommentáltak, a döntő riportere Gundel Takács Gábor volt. A budapesti stúdióból Petrovics Mérei Andrea, Somogyi Dia és Bobák Róbert jelentkezett több labdarúgó, szakértő és ismert laikus vendéggel. A rádiót Lengyelországból Gulyás László, Ukrajnából Lantos Gábor tudósította. A közszolgálati csatorna a torna döntőjét 3D-s adásban is vetítette a Budapest és környékét érintő m3D kísérleti csatornán.

## Érdekességek, statisztikák
- A Lengyelország–Görögország-mérkőzést megelőző nyitóünnepségen két magyar vonatkozású esemény is volt: György Ádám zongoraművész Chopin Vihar-etűdjét adta elő, míg a Magyarországon élő olasz származású DJ, Karmatronic a Györggyel közös szerzeményüket, a Világjátékot adta elő.[37]
- Ez az egymást követő harmadik olyan Európa-bajnokság, amikor nem tudott nyerni a házigazda válogatott a nyitómérkőzésén: 2004-ben Portugália a későbbi bajnok görögök ellenében kapott ki, 2008-ban Svájc a csehektől, míg Ausztria a horvát válogatottól kapott ki.[38]
- Szokrátisz Papasztathópulosz lett a nyitómérkőzések történetének legkorábban kiállított játékosa.[38]
- Robert Lewandowski a nyolcadik olyan játékos, aki Eb meccsen szülővárosában lőtt gólt.[38]
- Ez volt sorozatban a harmadik olyan Európa-bajnokság, melyen Oroszország és Görögország nemzeti csapata megmérkőzik egymással. 2004-ben az oroszok 2–1-re, 2008-ban 1–0-ra nyertek.
- A tornán két stadion és három edzőpálya gyepét is Magyarországról szállították: a wrocławi és a poznańi létesítményekben játszó válogatottak a Felsőpakonyból származó füvön küzdöttek meg. Egy helyszínre 20 kamionnyi, azaz nyolcezer m²-nyi gyep érkezett.[39]
- Az ír csapat szövetségi kapitánya, az olasz Giovanni Trapattoni a horvátok elleni mérkőzésen rekordot döntött: ő lett minden idők legidősebb szövetségi kapitánya, aki részt vett a tornán. Az eddigi rekordot a horvát Otto Barić tartotta 71 év 2 nappal még 2004-ből. Az új csúcs 73 év és 85 nap. A legfiatalabb szakvezetőhöz képest 36 év a különbség, ez a rekord a szlovén Srecko Katanec nevéhez fűződik 2000-ből.[40]
- Az ukrán Andrij Sevcsenko lett a tornák történetének második legidősebb gólszerzője a maga 35 évével és 256 napjával. A rekordot az osztrák Ivica Vastic tartja 2008-ból, 38 év 257 nappal. Viszont ő lett a legidősebb duplázó, hiszen a svédek ellen két találatot szerzett.[41]
- A cseh csapat a görögök elleni mérkőzésen az első hat percben szerzett két gólt. Ilyen gyorsan kétgólos előny megszerzésére még nem volt példa az Eb-ken. A korábbi rekordot Hollandia tartotta 1992-ből egy Németország elleni mérkőzéssel, amikor a harmadik és a tizennegyedik percekben lőttek gólt.[42]
- A cseh válogatott az első olyan csapat az Eb-k történetében, amely a csoportkör 1980-as bevezetése óta úgy lett csoportelső, hogy a gólkülönbsége negatív volt.
- Az Európa-bajnokságok történetében új rekord, hogy az első 27 mérkőzés mindegyikén legalább egy gól született. Az abszolút rekord az 1988-as Eb volt, ahol csak 15 mérkőzést rendeztek, de mindegyiken született gól. A 16 csapatos Eb-k történetében az eddigi rekord a 2000-es Eb-n született, akkor a 10. mérkőzés lett gól nélküli döntetlen.
- Az ukrán csapat története első Eb mérkőzését megnyerte Svédország ellen, s ilyen bravúrra legutóbb a norvég válogatott volt képes 2000-ben, amikor Iversen góljával 1–0 arányban legyőzte Spanyolországot.
- A dán Nicklas Bendtner két gólt szerzett a portugálok elleni csoportmérkőzésen, de csapata mégis veszített. A legutóbbi olyan duplázó, akinek a csapata nem szerezte meg a győzelmet, az a szintén dán Jon Dahl Tomasson volt még 2004-ben az azóta már híres-hírhedtté vált, Svédország elleni 2–2-es csoportmeccsen. Az Európa-bajnokságok történetében Bendtner a harmadik olyan játékos, aki hiába jegyzett két találatot, mégis vereséget szenvedett a csapata: 1984-ben a portugál Rui Jordão a Franciaország ellen vívott elődöntőben rúgott két gólt, de az egyik a hosszabbításban esett, a rendes játékidő 1–1-es döntetlennel ért véget, míg a legelső, szintén franciaországi Európa-bajnokságon 1960-ban a hazai François Heutte a jugoszlávok ellen juttatta kétszer a labdát a hálóba, de a balkáni csapat 5–4-re nyert.
- A német csapat története során első alkalommal zárta hibátlan mérleggel az Eb-k csoportkörét.[43]
- Hollandia sorozatban a negyedik olyan európai vb-ezüstérmes csapat (az 1994-es olasz, 2002-es német, 2006-os francia válogatott után), amely a következő Eb-n nem tudott továbbjutni a csoportjából.

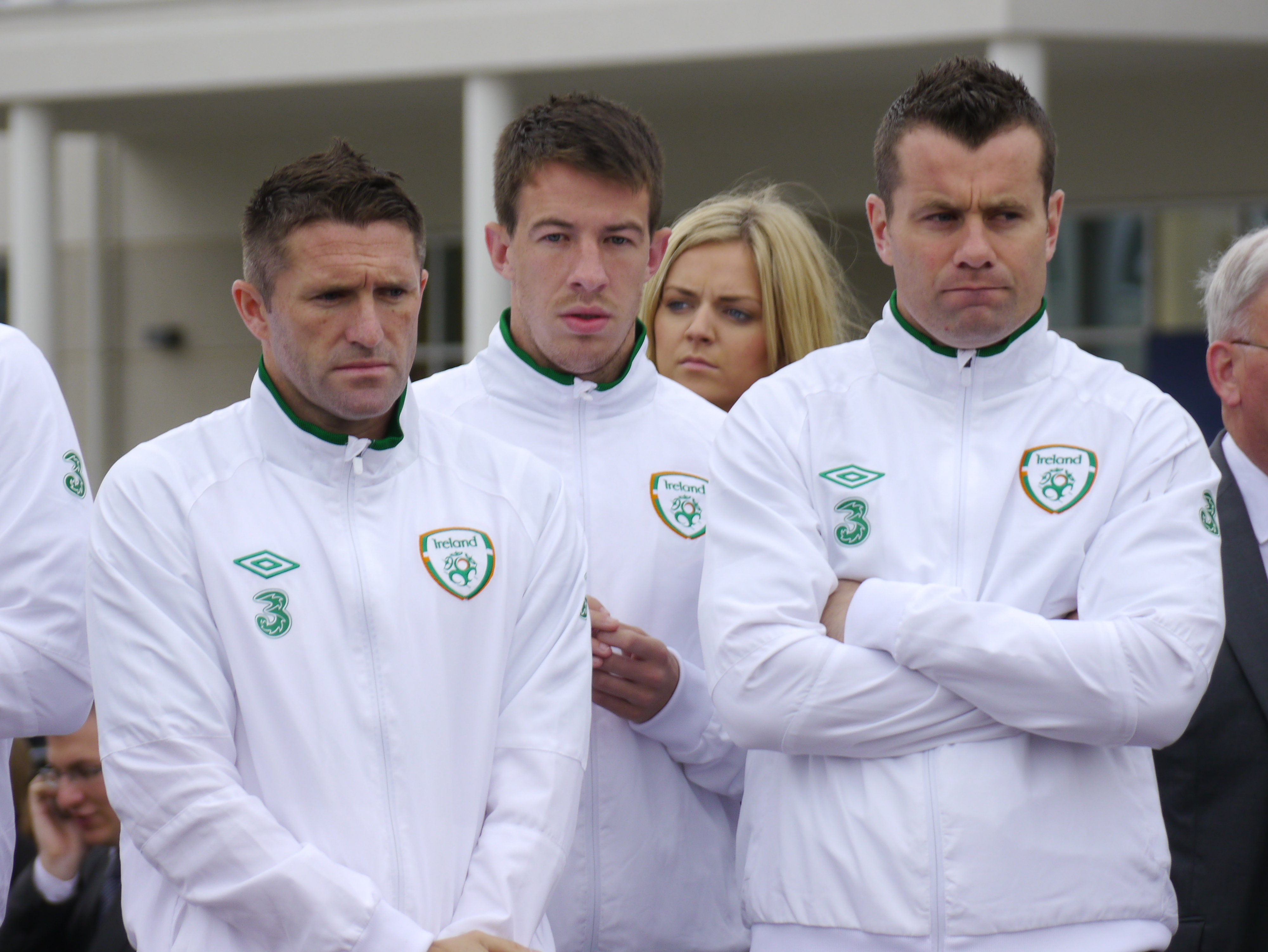
Az ír csapat három kulcsembere: Robbie Keane, Sean St Ledger és Shay Given

- A horvát válogatottnak ez volt a negyedik kontinenstornája, s mindig négy gólt szereztek a csoportmeccsek alatt.[44]
- Az ír válogatott nulla ponttal, 1–9-es gólaránnyal, mínusz 8-as gólkülönbséggel zárta a tornát, hasonlóan a 2004-es bolgár csapathoz. A mínusz 8-as gólkülönbség azt is jelenti, hogy az ír csapat lett a negyedik olyan válogatott az Eb-ken, akik ilyen különbséggel zárták a csoportkört. Korábban a már említett Bulgária, a 2000-es dán (0–8) és az 1984-es jugoszláv csapat (2–10) zárt hasonló gólaránnyal.[45]
- Zlatan Ibrahimović az első olyan labdarúgó, aki három Európa-bajnokságon legalább két gólt szerzett: 2004-ben Bulgária és Olaszország, 2008-ban Görögország és Hollandia, 2012-ben pedig Ukrajna és Franciaország hálóját vette be.[46]

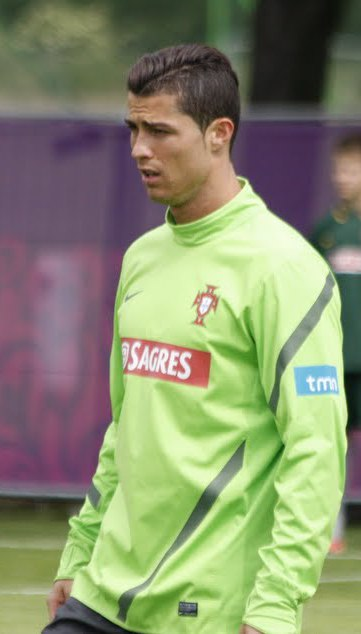
Cristiano Ronaldo a portugálok egyik edzésén

- A német válogatott első alkalommal szerzett négy gólt egy mérkőzésen a rendes játékidőben az Eb-k történetében: 1976-ban Jugoszlávia ellen csak hosszabbítás után jött össze a négy gól. Első alkalommal szerezte a Nationalelf négy gólját Eb-n négy különböző játékos.
- Legutóbb 1984-ben fordult elő, hogy legalább két dán játékos szerzett minimum két gól a tornán: akkor Frank Arnesen három, míg Preben Elkjær két találatot jegyzett.
- Cristiano Ronaldo a csehek elleni negyeddöntőn megdöntötte Roman Pavljucsenko 2008-ból származó, a kapuralövésekre vonatkozó rekordját. Az orosz játékos azon a tornán 28 alkalommal próbált meg gólt szerezni; Ronaldo új rekordja 29. Az erre vonatkozó statisztika a kaput eltaláló, az azt elkerülő, a blokkolt lövéseket és a fejeseket tartalmazza.[47]
- Az írek elleni találkozón mind Xavi, mind pedig a spanyol csapat új rekordot állított fel: az eddigi csúcsot a holland Ronald Koeman tartotta az 1992-es Dánia elleni elődöntőn 117 passzkísérlettel, míg a 2008-as torna legjobb játékosa 136 alkalommal próbálkozott és 127 volt ebből sikeres. A csapattagjai nyolcszázhatvanszor keresték egymást a labdával.[48]
- Andrea Pirlo horvátok elleni gólja az első közvetlen szabadrúgásgól Marek Heinz 2004-es, németek elleni találata óta.[49]
- Pedro Proença az első olyan portugál játékvezető, aki egy Európa-bajnokság döntőjét dirigálhatja. Portugália a tizenegyedik nemzet, mely bírót delegál egy fináléba.[50] Első alkalommal fordul elő, hogy ugyanazon személy vezeti az Eb évében a BL döntőt is.
- Az Európa-bajnokságon 22 fejesgól született, amely új rekord.[2]
- Fernando Torres lett az első játékos az Eb-k történetében, aki két Eb-döntőben is gólt szerzett. Torres a 2008-as németek elleni és 2012-es olaszok elleni döntőben is egy-egy gólt szerzett.[51]
- Xavi az első játékos, aki két Eb-döntőben is gólpasszt adott.[51]
- Vicente del Bosque a második olyan szövetségi kapitány lett, aki világbajnokságon és Európa-bajnokságon is a végső győztes csapat szövetségi kapitánya volt.[51]
- A spanyol csapat lett az első válogatott, amely megvédte Eb-címét, és amely Eb-döntőben négy gólt szerzett. Valamint az első olyan csapat, amely egy Eb-döntőben vagy vb-döntőben 4 góllal nyert.[51]
- Juan Mata becserélése után 74 másodperccel szerzett gólt, ami leggyorsabb a tornán.[2]
- Iker Casillas kilencedik alkalommal nem kapott gólt Eb-n, ezzel beérte a holland Edwin van der Sart.[2]
- A spanyol csapat minden, a tornán szerzett találatát a tizenhatoson belülről szerezte.[2]
- A spanyol a harmadik olyan csapat, amely egy Eb döntőn az első félidőben két találatot szerzett. 1968-ban Olaszország a megismételt meccsen Jugoszlávia ellen és 1976-ban Csehszlovákia az NSZK ellen.[2]
- Ezen a tornán hat játékos is három gólt jegyzett, így ők lettek a legsikeresebbek. Legutóbb 1992-ben értek el a leggólerősebb játékosok ilyen kevés találatot, igaz akkor csak négyen. Ez a hatos társaság a legnagyobb, mely a tornák történetében ugyanannyi gólt értek el úgy, hogy a góllövőlista élén végeztek, s ezzel az 1960-as, ötfős rekordot adták át a múltnak.
- Az orosz Alekszandr Kerzsakov új rekordot állított fel, mivel 15 alkalommal lőtt kapura, de minden lövése célt tévesztett.[33]
- A tornán a legtöbb sikeres cselt a legjobb játékossá is megválasztott Andrés Iniesta produkálta: 37 alkalommal verte át ellenfelét 51 esetből. A cseh David Limberský 14 próbálkozásából mind sikeres volt.[33]

## Konfliktusok

### Mezek
A kontinenstornát megelőzően két válogatott háza tájékán is problémák adódtak a csapatok dresszével. Lengyelországban botrányt okozott az Eb-re gyártott mezen a koronás sas hiánya, mivel a nemzeti jelképet csupán arra hasonlító skicc formájában jelenítették meg. Az ügyben több lengyel közjogi méltóság, köztük az államfő Bronisław Komorowski, a kormányfő Donald Tusk és a szövetségi kapitány Franciszek Smuda is szót emelt. A szövetség elnöke Grzegorz Lato később bocsánatot kért és döntést hozott a sas mezen való elhelyezéséről. Felmerült az is, hogy az államfő javaslatára kötelezővé tennék a címernek a dresszen való elhelyezését. A másik csapat a cseh volt, melynél ilyen jellegű probléma jelent meg. Első alkalommal történt meg az, hogy a sziléziai és morva nősténysasok lemaradtak a válogatott dresszéről, s csupán a cseh oroszlán szerepel rajta. Egy morvaországi drukker, Jaroslav Klenovsky emiatt erkölcsi alapú feljelentést tett, mert véleménye szerint a válogatott nem csak Csehországot, hanem a Sziléziából és Morvaországból is álló Cseh Köztársaságot képviselik. A szövetség elnöke, Jindrich Rajchl úgy véli, a szervezet egy polgári társulás, ezért nem kell ezt a törvényt figyelembe venni, ráadásul a címer viselése egy lehetőség és nem kötelesség.

### Bojkott
A Julija Timosenko volt ukrán miniszterelnök elleni, a több nyugat-európai szervezet és politikus által bírált eljárás miatt több vezető politikai személy nem vett részt a torna ukrajnai mérkőzésein. Németországban az ARD csatornán ismertetett felmérés szerint az ország felnőtt lakosságának 74%-a szerint sem a kancellár Angela Merkelnek, sem a belügyminiszter Hans-Peter Freiedrichnek nem kellene Ukrajnába látogatnia a kontinensviadal alatt. Volt olyan elképzelés, mely szerint csak a sportért felelős belügyminiszternek kellene utaznia, de neki is csak akkor, ha felkeresheti börtönében Timosenkót. Az osztrák kormány is úgy döntött, hogy hasonlóan a német vezetéshez bojkottálni fogja a torna ukrajnai találkozóit. Werner Faymann osztrák kancellár szerint ez "világosan érzékelhető jele" annak, hogy a bécsi kormány felsorakozik Berlin mögé ebben a kérdésben. Ehhez hasonlóan cselekedett Nagy-Britannia és Franciaország kormánya, de ez a két ország még a minisztereiket sem engedték el a válogatottak csoportmérkőzéseire (Nagy-Britannia esetében Anglia), a brit vezetés tagjai közül David Cameron miniszterelnök, Vilmos herceg és Katalin hercegnő a Madame Tussaud panoptikumában kísérték figyelemmel a válogatott olaszok ellen elbukott negyeddöntőjét. 
Több ország részéről érkezett olyan híradás, mely szerint a válogatottjuk döntőbe jutása esetén Kijevbe utaznának, s szüneteltetnék a bojkottot. A spanyol külügyminiszter, José Manuel Garcia-Margallo arról nyilatkozott, hogy hazája és elődöntős ellenfele, Portugália is felhagy a bojkottal a döntőre, s megjegyezte, hogy Spanyolország részéről az is komoly figyelmeztetés volt, hogy a vezetőség nem utazott el Doneckbe a franciák elleni mérkőzésre. Nyilatkozata szerint a spanyol miniszterelnök, Mariano Rajoy ugyanúgy részt vesz a finálén, mint a nyitómeccsen. Más politikusok szerint hiba volna bojkottálni a tornát. Orbán Viktor miniszterelnök szerint ez a nyolcvanas évek olimpiai bojkottjaira emlékeztet, s felszólította a vezetőket, hogy ne tegyék ezt. Ezzel Joseph Blatter FIFA elnök a budapesti FIFA-kongresszuson egyetértett. Sokak szerint egy ilyen lépés Ukrajnát Oroszország karjaiba lökheti. A lengyel miniszterelnök, Donald Tusk is a látogatások mellett tette le a voksát.

### Rasszizmus
Az Európa-bajnokságot megelőzően több résztvevő részéről felmerültek aggodalmak a rasszizmussal kapcsolatban. Angol részről többen is aggodalmukat fejezték ki az ukrajnai helyzet miatt: májusban Theo Walcott bátyja jelentette be, hogy a játékos családja nem utazik el az ukrán helyszíneken zajló mérkőzésekre, s ezzel Roy Hodgson szövetségi kapitány is egyetértett, míg a korábbi válogatott játékos, Sol Campbell azt nyilatkozta, hogy nem utazik el a rendezvényre, mert „könnyen lehet, hogy koporsóban térek haza”, ezekkel az érvekkel egyetértve nyilatkozott az angol külügyminisztérium is. Ezekre az ukrán külügyi tárca szóvivője, Oleh Volosin úgy reagált, hogy az angol pályákon megjelenő náci szimbólumok miatt félni kellene-e a londoni olimpián. Az olasz Mario Balotelli megfenyegette a rasszista drukkereket, miszerint ha a pályán éri inzultus, akkor levonul és elutazik, ha az utcán, akkor börtönbe kerül, mert megöli az illetőt. Erre reagálva jelentette be az UEFA francia vezetője, az labdarúgó-Európa-bajnokságok valaha volt legeredményesebb játékosa, Michel Platini, hogy aki levonul, az sárga lapos figyelmeztetésben részesül. A volt olasz bíró, jelenlegi játékvezető-ellenőr, Pierluigi Collina azt tette hozzá, hogy a bírók tudják a dolgukat. A nyitónapon a holland csapat edzését Krakkóban, a helyi Wisla stadionjában 30 000 néző követte figyelemmel, akik lenyűgözték a szövetségi kapitányukat, Bert van Marwijket, viszont a csapat néhány színes bőrű tagja a szurkolók rasszista megnyilvánulásaira panaszkodott. Ezt később a krakkói rendőrség szóvivője a stadion kameráinak felvételeire hivatkozva cáfolta. Balotelli sem kerülte el az incidenst, mivel a nézők közül a spanyolok elleni csoportmérkőzésen mintegy háromszáz spanyol szurkoló végighuhogta a mérkőzést.

### Szurkolói rendbontások
Az első napon mintegy 50 lengyel drukker támadt orosz és angol társaikra Łódźban. Június 10-én hajnalban Poznańban verekedés tört ki lengyel, ír és horvát szurkolók között. A hatóságok közlése szerint tizennégy személyt tartóztattak le, tíz hazait, három írt és egy horvátot. Az ezen az estén megrendezett Írország–Horvátország mérkőzésen az utóbbi csapat egyik szurkolója a pályára futott, aki a szövetségi kapitányukat, Slaven Bilićet megcsókolta, s nyomban tovább futott. A biztonsági őrök az ír csatár, Jon Walters segítségével kapták el a nézőt. 

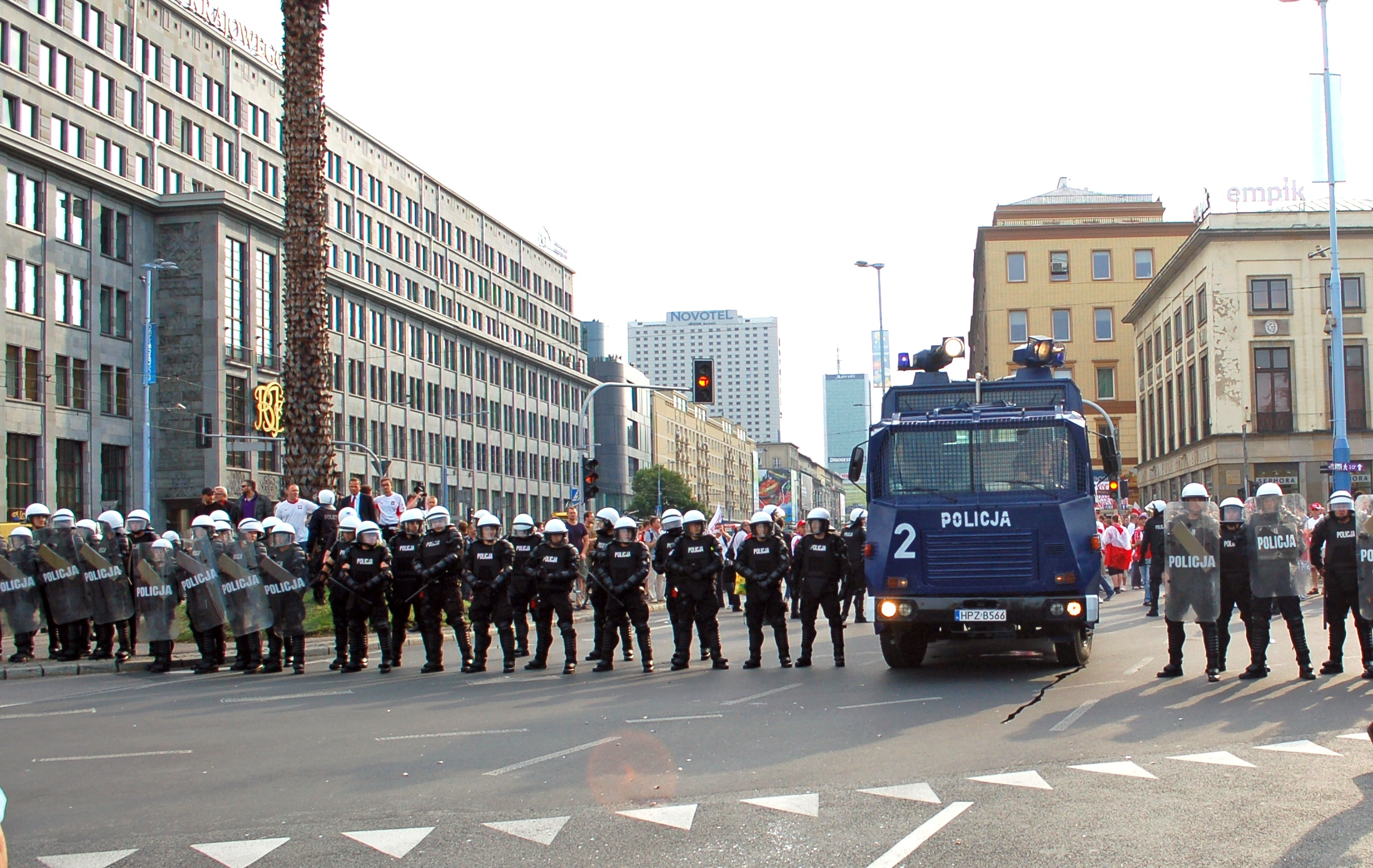
Lengyel rendőri készültség a lengyel-orosz csoportmeccs napján Varsóban.

 Különösen durva atrocitások kísérték a június 12-én este lejátszott Lengyelország–Oroszország mérkőzést. Jacek Cichocki lengyel belügyminiszter a legnagyobb kihívásnak vélte a meccset, melyet az orosz nemzeti ünnepen tartottak meg, s bár voltak békítő kísérletek az orosz csapat részéről is (megkoszorúzták a szmolenszki légikatasztrófa emlékművét), s a két csapat szurkolói közösen emlékeztek meg a második világháborús hősökről. Már a meccs előtt, a stadionba vonuló, éneklő, jelszavakat skandáló ötezer orosz szurkolóra több száz lengyel várt, akik saját dalaikkal és oroszellenes rigmusokkal reagáltak. A két tábor verekedésében több tucat ember vett részt, sokan álarcban voltak, köveket és petárdákat használtak. A lengyel rendőrség vízágyút, könnygázt és gumilövedéket vetett be, a sérültek egy részét a helyszínen látták el, akik a lengyel hatóságok közlése szerint tizenegyen voltak. Több száz embert állítottak elő (156 lengyelt, 24 oroszt, 1 spanyolt és 1 magyart). Az oroszok zöme a stadionba rendőri kísérettel jutott el és nem a kijelölt bejáraton engedték be őket.

### Tüntetések
A rendezvény, illetve a hozzákapcsolódó tevékenységek ellen több demonstráció is zajlott a két országban.

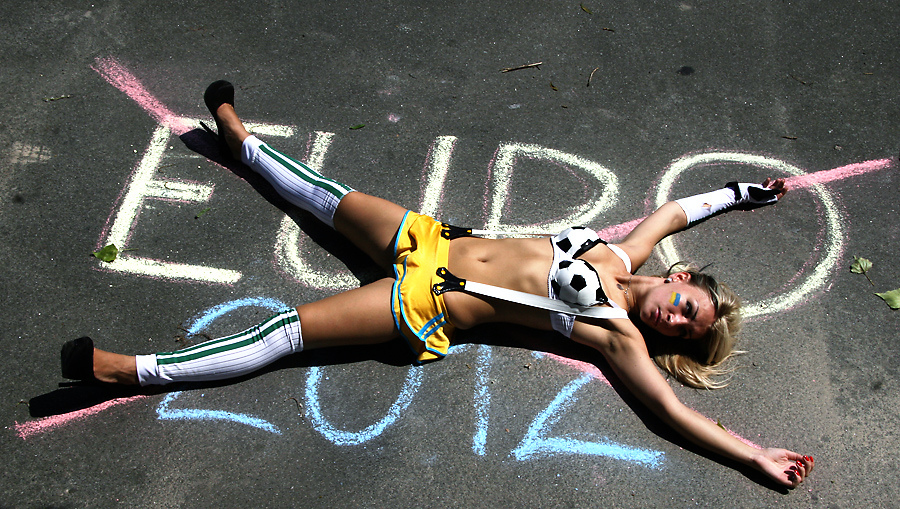
A szervezet egyik tagja tiltakozik a torna megrendezése ellen Ukrajnában 2010-ben.

A Femen nevű ukrán nőjogi csoportosulás tagjai többször is fedetlen felsőtesttel nyilvánítottak véleményt, miszerint nem helyes az országukban megrendezni a tornát, mivel nem akarják azt, hogy Ukrajna a külföldi turisták számára csak a szexturizmussal legyen azonosítható, ráadásul attól is tartanak, hogy az AIDS is fokozottabban fog terjedni, mivel egyes felmérések szerint a kijevi prostituáltak harminc százaléka fertőzött, s az ukrán prostituáltak mintegy egyharmada kábítószerfüggő. Megmozdulásaik során többször volt célpont a Henri Delaunay-ről elnevezett, a bajnokság győztesének járó trófea: az ukrán fővárosban, a Függetlenségi téren kiállított kupát a szervezet egyik tagja próbálta megszerezni, de a biztonságiak megakadályozták és egy takaróba burkolva szállították el a helyszínről. A későbbiekben Dnyipropetrovszkban két nő emelte magasba a kupát. A torna megnyitó ünnepsége előtt pedig Varsóban tüntettek a szervezet tagjai poroltókkal.